# Regine Ahrem
Regine Ahrem (* 1958 in München) ist eine deutsche Autorin, Regisseurin und Dramaturgin.

## Leben
Ahrem studierte Germanistik und Theaterwissenschaft in Berlin und München. Von 1986 bis 2022 arbeitete sie als Hörspieldramaturgin beim Rundfunk Berlin Brandenburg (RBB vormals SFB). In dieser Funktion hat sie zahlreiche Hörspiele produziert, von denen einige bedeutende nationale und internationale Preise erhielten.
Ahrem ist außerdem Autorin von über 30 eigenen Hörspielen, hauptsächlich nach literarischen Vorlagen. Zudem führt sie Regie bei eigenen und fremden Hörspielen.
Seit 2004 übt sie Lehrtätigkeiten an verschiedenen Universitäten aus, u. a. im Studiengang Szenisches Schreiben an der Universität der Künste Berlin und an der Filmuniversität Babelsberg.
Seit 2010 produziert Ahrem Live-Hörspiele auf verschiedenen Bühnen in Deutschland und Österreich – seit 2013 unter dem von ihr gegründeten Label Hollywood on Air. Gastspiele finden im gesamten deutschsprachigen Raum statt.

## Hörspiele  (Auswahl)
- 1983: Abenteuer aus dem Englischen Garten nach Marieluise Fleißer -  Buch: Regine Ahrem, Regie: Petra Kiener (Sender Freies Berlin/BR)
- 1984: Die Nacht aus Blei nach Hans Henny Jahnn – Buch: Regine Ahrem, Regie: Hans Gerd Krogmann (BR/Südwestfunk)
- 1993: Der Fall Franza nach Ingeborg Bachmann – Buch: Regine Ahrem, Regie: Stephan Heilmann (DRS/NDR)
- 1997: Ausgeträumt  nach Charles Bukowski – Buch: Regine Ahrem, Regie: Stefan Hilsbecher (SDR)
- 2002: Wer zählt die Opfer, nennt die Namen? Ein deutsches Requiem Original-Hörspiel - Buch (zusammen mit Inka Bach) und Regie (RBB)
- 2003: Tote haben alle dieselbe Haut nach Boris Vian – Buch und Regie (RBB)
- 2013: Jack und Neal oder: Walk ahead, you’re on the Road to Heaven Originalhörspiel – Buch und Regie (RBB)
- 2024: Das kunstseidene Mädchen 2-teiliges Hörspiel nach Irmgard Keun - Buch und Regie (RBB)

## Hörbücher
- 1999: Das Dekameron nach Giovanni Boccaccio – Buch: Regine Ahrem, Regie: Gottfried von Einem (Radio Bremen) / Hörbuch Hamburg
- 2006: Hofmanns Elixier Originalhörspiel – Buch und Regie (RBB) / Major Label 2015
- 2007: Wenn die Gondeln Trauer tragen nach Daphne du Maurier – Buch und Regie (RBB) / Der Audio Verlag 2008
- 2009: Vertigo – Aus dem Reich der Toten  nach Pierre Boileau / Thomas Narcejac – Buch und Regie  (RBB) / Der Audio Verlag
- 2012: Winnetou  nach Karl May – Buch: Regine Ahrem, Regie: Hans Helge Ott (RBB/RB) / Der Hörverlag
- 2013: Verdacht (Hollywood on Air I) nach Francis Iles – Buch und Regie (RBB) / Hörbuch Hamburg
- 2014: Mein Herz  nach Else Lasker-Schüler – Buch und Regie (RBB) / Buchfunk Verlag
- 2015: Die Wendeltreppe (Hollywood on Air II) nach Ethel Lina White – Buch und Regie (RBB) / Hörbuch Hamburg
- 2016: Papa, Kevin hat gesagt Comedyserie - Buch (zusammen mit Tom Peuckert und Samir Nasr) und Regie (RBB) / Der Audio Verlag
- 2016: Schöne Neue Welt 2-teiliges Hörspiel nach Aldous Huxley – Buch und Regie (RBB) / Der Audio Verlag
- 2017: Der Mieter (Hollywood on Air III)  nach Marie Belloc Lowndes – Buch und Regie (RBB) / Hörbuch Hamburg
- 2018: Papa, Kevin hat gesagt 2. Staffel / Comedyserie - Buch (zusammen mit Tom Peuckert und Samir Nasr) und Regie (RBB) / Der Audio Verlag
- 2019: Das Phantom der Oper 2-teiliges Hörspiel nach Gaston Leroux – Buch und Regie (RBB) / Der Audio Verlag
- 2019: Papa, Kevin hat gesagt 3. Staffel / Comedyserie - Buch (zusammen mit Tom Peuckert und Samir Nasr) und Regie (RBB) / Der Audio Verlag
- 2022: Der Ring des Nibelungen 16-teilige Podcastserie nach Richard Wagner – Buch: Regine Ahrem, Regie: zusammen mit Peter Avar (RBB) / Der Audio Verlag

## Live-Hörspiele
- 2010: Winnetou – Nikolaisaal / Musikfestspiele Potsdam
- 2012: Der Schatz im Silbersee – Zentrum für Kunst und Medientechnologie Karlsruhe / ARD-Hörspieltage
- 2014: Verdacht (Hollywood on Air I) – Schlossparktheater Berlin
- 2017: Hollywood on Air Special: Radioshows – Soeth7 / ehemaliges Frauengefängnis
- 2017: Die Wendeltreppe (Hollywood on Air II) – Konzerthaus Wien
- 2019: Der Mieter (Hollywood on Air III) – Konzerthaus Wien
- 2022: Mein Freund Harvey (Hollywood on Air IV) – Konzerthaus Wien
- 2024: Zeugin der Anklage (Hollywood on Air V) - Konzerthaus Wien

## Buchveröffentlichungen
- Leuchtende Jahre. Der Aufbruch der Frauen 1926–1933. Ebersbach & Simon, Köln 2025, ISBN 978-3-86915-310-0.

## Auszeichnungen als Autorin und Regisseurin (Auswahl)
- 2006: Hofmanns Elixier – Hörspiel des Monats / 3. Platz ARD-Online Award / Finalist Winner New York Festivals / Longlist Deutscher Hörbuchpreis 2015
- 2014: Mein Herz – Longlist Preis der Deutschen Schallplattenkritik / HR-Hörbuchbestenliste
- 2015: Die Wendeltreppe – HR-Hörbuchbestenliste
- 2018: Papa, Kevin hat gesagt – Nominierung Deutscher Radiopreis
- 2018: Der Mieter – Longlist Deutscher Hörbuchpreis
- 2019: Das Phantom der Oper – Longlist Preis der Deutschen Schallplattenkritik
- 2022: Der Ring des Nibelungen – HR-Hörbuchbestenliste, Platz 1 / Deutscher Hörbuchpreis 2023